# Præsidentens mænd
Præsidentens mænd (originaltitel: The West Wing) er en amerikansk dramaserie, som debuterede på amerikansk tv i 1999 og blev sendt indtil foråret 2006, hvor det sidste afsnit løb over tv-skærmen. På dansk tv blev den i første omgang vist på TV Danmark, men det var først da serien senere blev taget op af DR2, at den rigtig blev bemærket af det danske tv-publikum og dagbladenes tv-anmeldere.
Alle seriens sæsoner er udkommet på DVD både i Nordamerika og Europa. De europæiske udgivelser har næsten intet ekstramateriale, hvorimod de amerikanske indeholder både kommentatorspor og dokumentarer. Serien gjorde sig bemærket ved at vinde Emmy-prisen som årets bedste dramaserie i sine fire første sæsoner.

## Overblik
Præsidentens mænd handler om præsident Josiah "Jed" Bartlet og hans nærmeste medarbejdere i Det Hvide Hus' vestfløj, the West Wing. I seriens begyndelse har Bartlet været præsident i et år, og i det sidste afsnit aflagde Matthew Santos ed som ny præsident, hvilket markerede afslutningen på både Bartlets embedsperiode og serien.
Oprindeligt var det tanken, at præsidenten selv kun skulle spille en mindre rolle, da oplægget var en serie om præsidentens nærmere medarbejdere, men på grund af Martin Sheens overbevisende præstation som præsident Bartlet blev hans rolle udvidet.
I de fleste afsnit var omdrejningspunktet imidlertid præsidentens stab, og serien fortalte, hvordan meget af det daglige, politiske arbejde varetages af staben, lige fra præsidentens nærmeste rådgivere til taleskriverne og pressesekretæren. Præsidentens privatliv med præsidentfruen og parrets tre døtre er også ofte en del af seriens handling.

## Præsidentens mænd

### Hovedpersoner
- Martin Sheen som Præsident Josiah "Jed" Bartlet
- Bradley Whitford som Josh Lyman
- Allison Janney som Claudia Jean 'C.J.' Cregg
- John Spencer som Leo McGarry
- Richard Schiff som Toby Ziegler
- Rob Lowe som Sam Seaborn (1999–2003, 2006)
- Janel Moloney som Donna Moss
- Dulé Hill som Charlie Young
- Stockard Channing som Abbey Bartlet
- Joshua Malina som Will Bailey (2002–2006)

### Mindre roller
- Mary McCormack som Kate Harper (2004–2006)
- Jimmy Smits som Matthew Santos (2004-2006)
- Alan Alda	som senator Arnold Vinick (2004-2006)
- Kristin Chenoweth som Annabeth Schott (2004-2006)
- Lily Tomlin som Deborah Fiderer (2002-2006)
- Kathryn Joosten som Mrs. Landingham (1999-2002)
- Elisabeth Moss som Zoey Bartlet (1999-2006)
- Jason Isaacs som Colin Ayres (2004)